# Sihltal

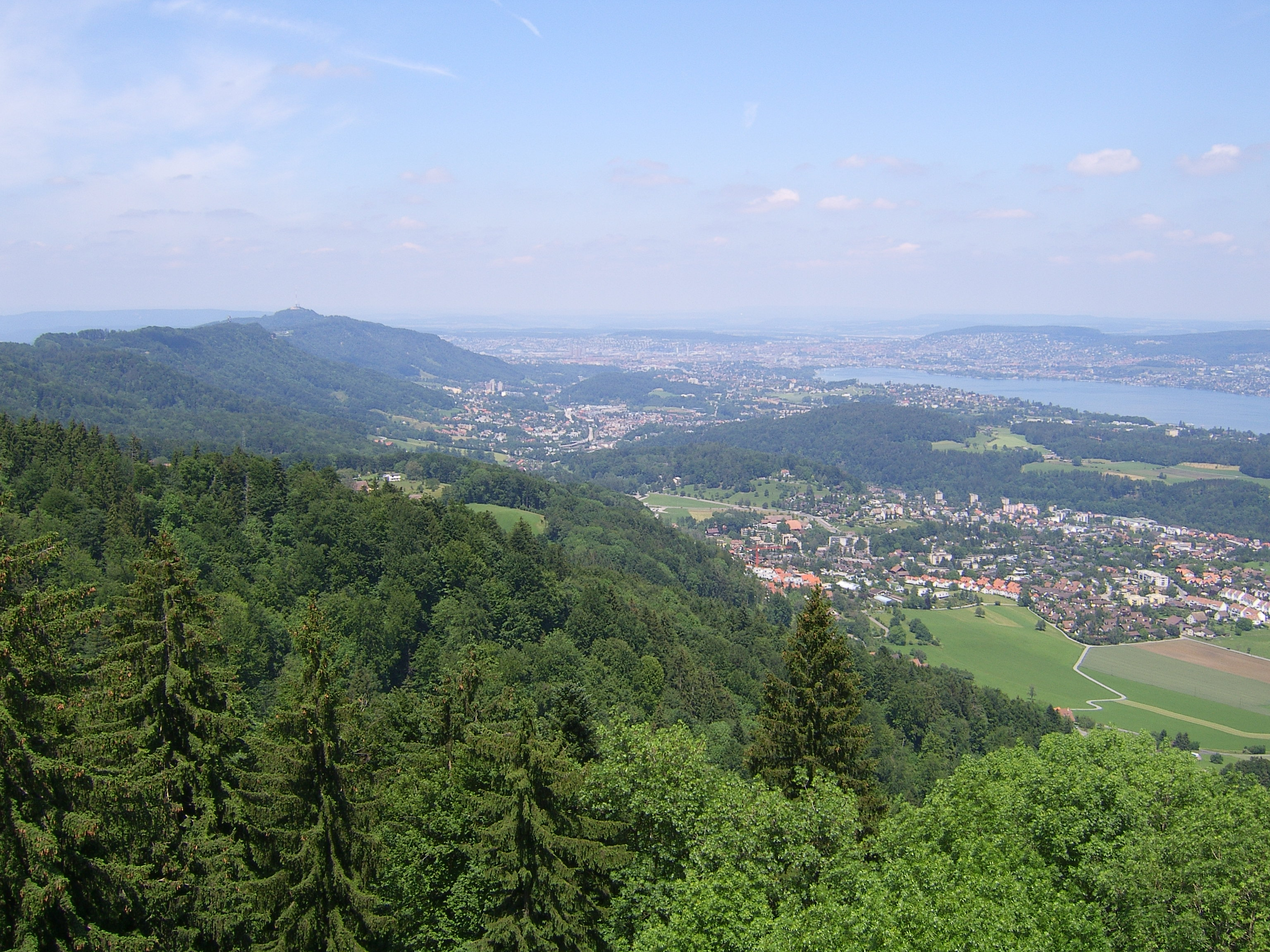
Blick in das Sihltal auf Langnau am Albis, Adliswil und Zürich

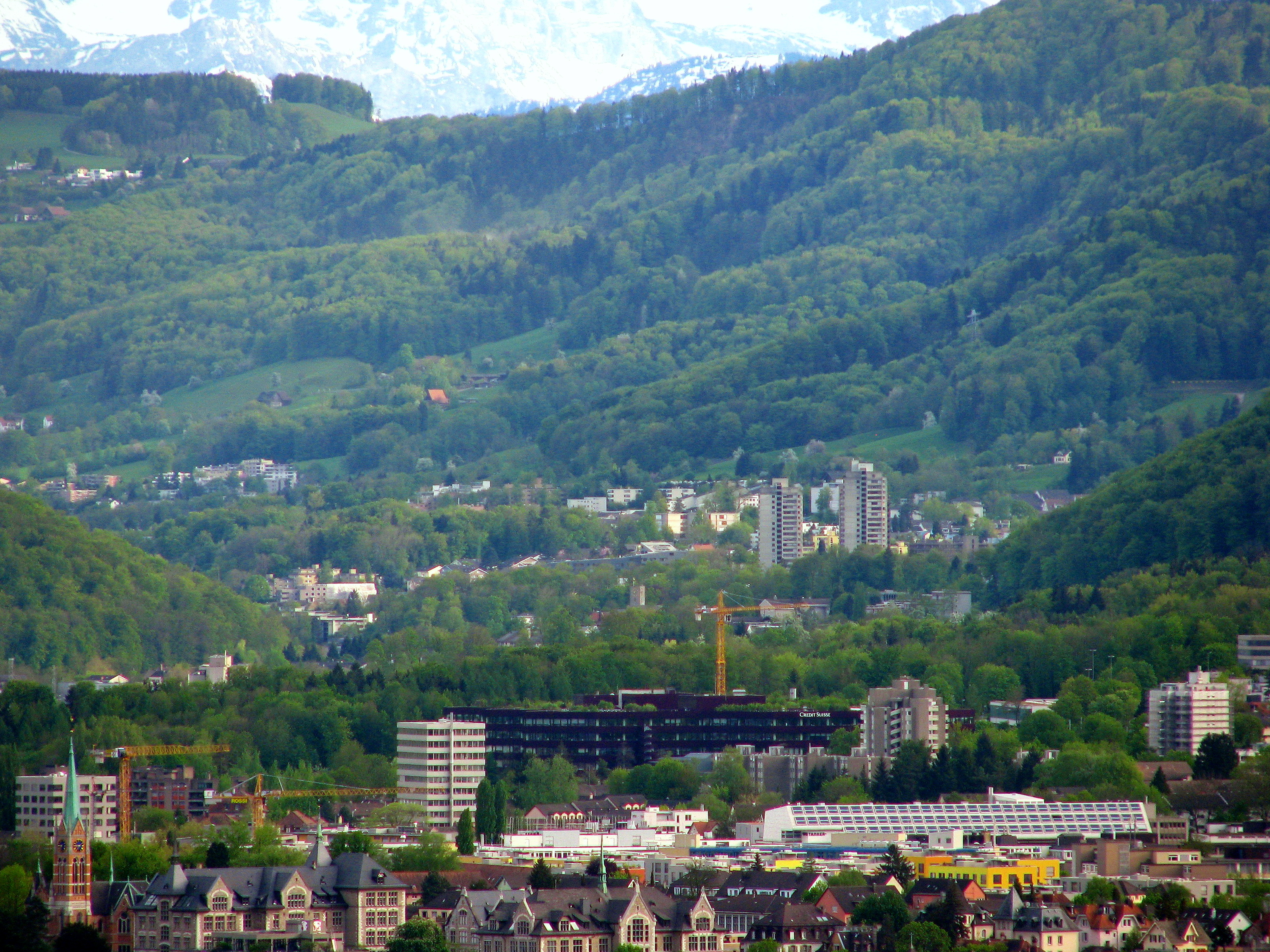
Das untere Sihltal mit Zürich-Leimbach, Ansicht vom Käferberg

Das Sihltal bezeichnet das schweizerische Tal, durch das die Sihl fliesst.

## Geographie
Das Sihltal beginnt in den Alpen des Kantons Schwyz. Beim Saaspass, der vom oberen Sihltal ins Klöntal führt, gibt es ein Sihlseeli, einen kleinen Bergsee, der aber von der Sihl nicht durchflossen wird.  Mit dem Sihlsee, einem Stausee im Kanton Schwyz, wird die Sihl für die Gewinnung von Elektrizität für die Schweizerischen Bundesbahnen genutzt. Beim Bau des Etzelwerks wurden zwei Staumauern errichtet. Das Sihltal erstreckt sich bis vor die Tore der Stadt Zürich. Im Sihltal liegen die Ortschaften Biberbrugg, Sihlbrugg, Langnau am Albis, Adliswil und der naturbelassene Sihlwald sowie der Tierpark Langenberg.
In Sihlbrugg Station kreuzt die Hauptachse Zürich-Zug, eine Fortsetzung der Gotthardbahn, das Sihltal. Dort zweigt die der Sihltal-Zürich-Uetliberg-Bahn (SZU) gehörende Eisenbahnlinie nach Zürich ab. Das Sihltal ist auch mit einer zweispurigen Hauptstrasse erschlossen, die bis zur Eröffnung der Autobahn durch das Knonaueramt die Hauptverbindungsachse von Zürich nach Süden (Zug, Arth-Goldau, Gotthard) darstellte. Die Verbindung zu den Gemeinden am linken Zürichseeufer sowie zu jenen jenseits der Albiskette wird mit diversen Buslinien sichergestellt. Von Adliswil aus führt die Luftseilbahn Adliswil–Felsenegg auf die Felsenegg.

## Geschichte
Die Verlegung der Gotthard-Handelsroute vom Saumpfad und Seeweg auf die Strasse (Bau der Gotthardstrasse in den 1820er Jahren) und Schiene (Eröffnung der Gotthardbahn 1882) führte im Sihltal zwischen Sihlbrugg und Zürich zu grossen Veränderungen. Der von 1230 bis 1830 von Horgen über die Hirzel Höhi nach Sihlbrugg führende Saumweg wurde durch die 1856 erbaute und 1884 als öffentlich erklärte Sihltalstrasse sowie die Eisenbahnlinie durch den 1897 eröffneten Zimmerbergtunnel abgelöst. Das führte auch zum Ende der Holzflösserei, die 1866 eingestellt wurde.
Die ZVV Strecke der S4 von Sihlwald nach Sihlbrugg Station wird wegen zu geringer Nachfrage seit Dezember 2006 nicht mehr bedient. Die SBB schlossen im Dezember 2012 die Zugstation Sihlbrugg.